# Jouni Kinnunen
Jouni Kinnunen (* 21. Mai 1983 in Oulu) ist ein ehemaliger finnischer Biathlet.
Jouni Kinnunen betreibt seit 1995 Biathlon. Der Sportler aus Joensuu wird von Esko Kinnunen trainiert und startet für Oulun Hiihtoseura. Seit 2005 gehört er dem finnischen Nationalkader an. 1999 wurde Kinnunen finnischer Juniorenmeister im Skilanglauf. Sein internationales Debüt im Biathlon gab er als 37. im Einzel bei den Juniorenweltmeisterschaften 2002 in Ridnaun. Bei der Junioren-EM in Kontiolahti im selben Jahr waren ein 15. Platz im Einzel und ein fünfter Platz mit der Staffel die besten Ergebnisse. Im heimischen Lahti konnte er danach als 93. im Sprint sein Debüt im Biathlon-Weltcup geben. Im folgenden Jahr wurde er in Kościelisko bei der Junioren-WM Weltmeister im Einzel. 2004 startete er in Oberhof erstmals bei Biathlon-Weltmeisterschaften sowie in Östersund bei Militärweltmeisterschaften.
2005 schaffte er mit der finnischen Staffel in Ruhpolding (mit Paavo Puurunen, Vesa Hietalahti und Timo Antila) erstmals ein Ergebnis unter den besten 10 im Weltcup. Kurz zuvor gewann er in Beitostølen als Sprint-30. erstmals einen Weltcuppunkt. In Antholz nahm der Finne 2007 schon zum vierten Mal an einer Weltmeisterschaft teil und belegte mit einem 42. Platz in der Verfolgung seine bislang beste WM-Platzierung.

## Biathlon-Weltcup-Platzierungen
Die Tabelle zeigt alle Platzierungen (je nach Austragungsjahr einschließlich Olympische Spiele und Weltmeisterschaften).
- 1.–3. Platz: Anzahl der Podiumsplatzierungen
- Top 10: Anzahl der Platzierungen unter den ersten zehn (einschließlich Podium)
- Punkteränge: Anzahl der Platzierungen innerhalb der Punkteränge (einschließlich Podium und Top 10)
- Starts: Anzahl gelaufener Rennen in der jeweiligen Disziplin

| Platzierung                      | Einzel | Sprint | Verfolgung | Massenstart | Staffel | Gesamt |
| -------------------------------- | ------ | ------ | ---------- | ----------- | ------- | ------ |
| 1. Platz                         |        |        |            |             |         |        |
| 2. Platz                         |        |        |            |             |         |        |
| 3. Platz                         |        |        |            |             |         |        |
| Top 10                           |        |        |            |             | 4       | 4      |
| Punkteränge                      |        | 1      |            |             | 19      | 20     |
| Starts                           | 11     | 30     | 5          |             | 21      | 67     |
| Stand: nach der Saison 2009/2010 |        |        |            |             |         |        |